# Rino Salviati
Rino Salviati (Montelibretti, 12 giugno 1922 – Roma, 2 gennaio 2016) è stato un cantante italiano.

## Biografia
Nato a Montelibretti, in provincia di Roma, inizia a cantare molto presto accompagnandosi con la chitarra, lavora presso locali notturni, in avanspettacoli e feste patronali, sino ad essere chiamato a cantare in alcuni programmi di Radio Roma.
Contemporaneamente inizia ad incidere i primi dischi, debutta nel teatro di rivista nella Compagnia di Nino Taranto nel 1944, successivamente è con i Fratelli De Rege, per debuttare nel cinema chiamato da Aldo Fabrizi per il film Emigrantes, dove seguirà la troupe in Argentina.
Nel paese Sudamericano, terminate le riprese del film, Salviati decide di fermarsi, per proseguire in quel paese, la sua carriera di cantante chitarrista, lavora in vari locali notturni, sino all'audizione della radio locale, che lo scrittura per una lunga serie di trasmissioni, raggiungendo ben presto una grande popolarità.
Effettua varie tournée in diversi paesi Paraguay, Uruguay e Cile, in tutti gli spettacoli si esibisce da solo, accompagnandosi con la chitarra, presentando un vasto repertorio di canzoni italiane, napoletane e sudamericane, riprendendo temi musicali come il tango, la milonga, la rumba e il bolero.
Tornerà di frequente in Italia, sia per partecipare a spettacoli radiofonici che per girare alcuni film.
Nel 2007 dopo un lungo silenzio riappare in alcune trasmissioni televisive, dove ha modo di esibirsi nel suo vecchio repertorio.
Muore a Roma nel pomeriggio del 2 gennaio 2016 all'età di 93 anni.

## Filmografia

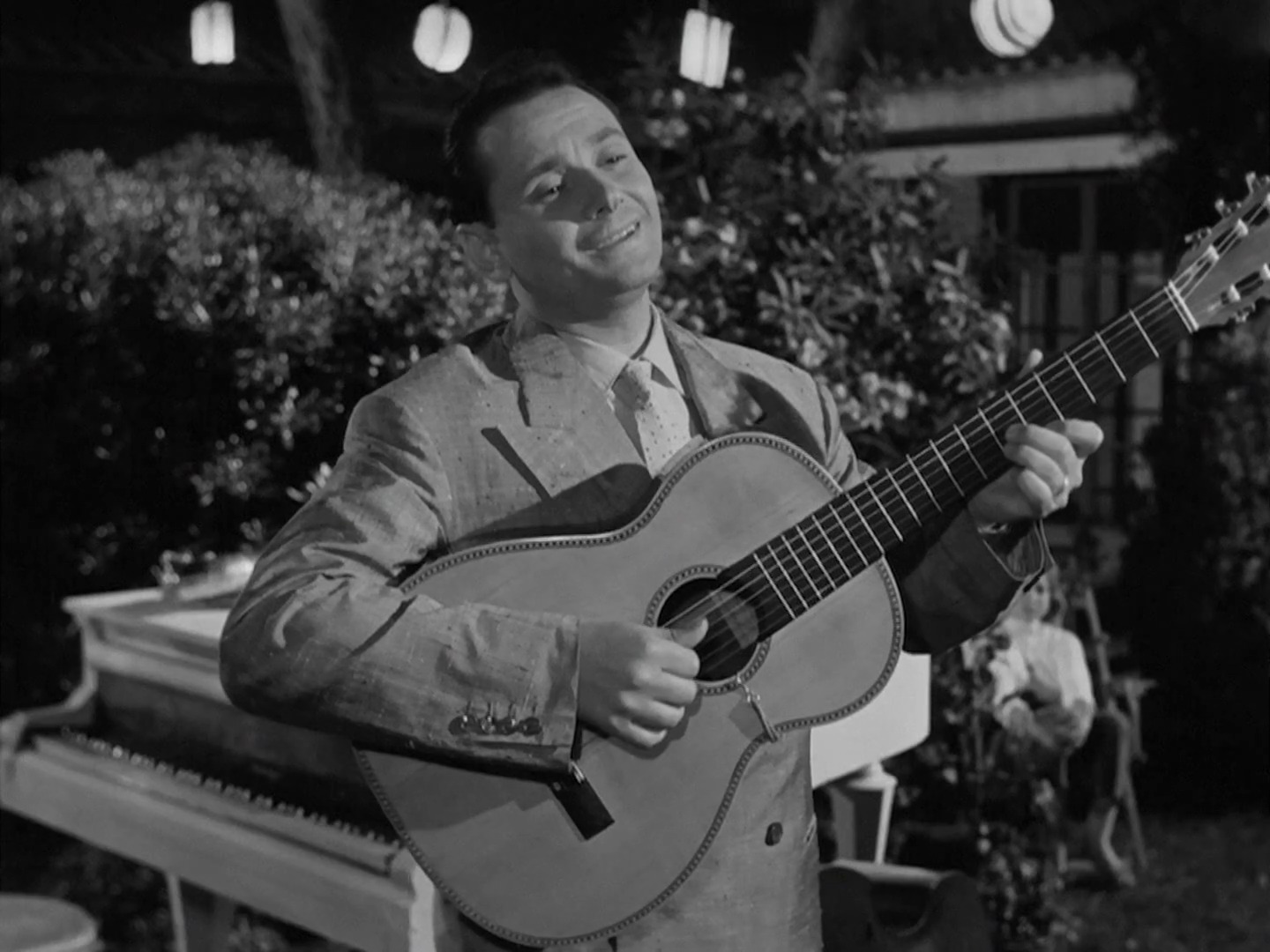
Salviati nel film I milanesi a Napoli (1954)

- Emigrantes, regia di Aldo Fabrizi (1948)
- Sambo, regia di Paolo William Tamburella (1950)
- Gli amanti di Ravello, regia di Francesco De Robertis (1950)
- L'angelo del peccato, regia di Leonardo De Mitri (1951)
- Il microfono è vostro, regia di Giuseppe Bennati (1951)
- Santa Lucia luntana..., regia di Aldo Vergano (1951)
- Tormento del passato, regia di Mario Bonnard (1952)
- I milanesi a Napoli, regia di Enzo Di Gianni (1954)
- Nessuno ha tradito, regia di Roberto Bianchi Montero (1954)
- Cantando sotto le stelle, regia di Marino Girolami (1956)

## Programmi radio RAI
- La vedette della settimana, incontro con Rino Salviati, trasmessa il 9 aprile 1950 sulla rete rossa.

## Varietà televisivi RAI
- Canzoni da guardare, varietà musicale con Tina De Mola, Elena Giusti, Carlo Dapporto, Ray Martino, Rino Salviati, Gianni Bonagura, Nino Manfredi, Paolo Ferrari, Raffaele Pisu, 2 puntate dall'8 marzo 1954 al 19 marzo 1954, sul programma nazionale.
- Una voce nella sera, varietà musicale, con Tina De Mola, Teddy Reno, Jia Thamoa, Katina Ranieri, Achille Togliani, Rino Salviati, Nicla Di Bruno, Claudio Villa, Jula de Palma, Giustino Durano, Armando Romeo, orchestre dirette da Gianni Ferrio e Pier Emilio Bassi, regia di Antonello Falqui, Carla Ragionieri e Lydia C. Ripandelli, dal 1º gennaio 1956 al 22 giugno 1957.

## Varietà teatrali
- W le donne, rivista di Marcello Marchesi, musiche di Pasquale Frustaci, regia di Dino Gelich 1945
- Com'era verde la nostra valle, rivista di Cutolo e Polacci, con Nino Taranto, Dolores Palumbo, Giulio Marchetti, Rino Salviati, 1946 1947.

## Discografia parziale

### 33 giri
- 1955: Rino Salviati e la sua chitarra (La Voce del Padrone, QFLP 4007)
- 1956: Prima raccolta (Canzoni di successo) (Durium, ms A 549)
- 1956: Vecchi successi - seconda raccolta (Durium, ms A 550)
- 1956: A Voice and a Guitar ('Na voce 'na chitarra) (Durium, TLU 97004)
- 1957: Da Siviglia a Buenos Ayres (Durium, ms A 569)
- 1959: Weekend in Rome (Durium, TLU.97022)
- 1965: Tres palabras (Durium, msA 77126)
- 1966: Il primo amore (Durium, ms A 77125)
- 1976: At Paradise Island's with Rino Salviati (Durium, BL 7123)
- 1977: Tu che m'hai preso il cuor... (Durium, BL 7112)
- 1977: At Caraibi (Durium, BL 7139)
- 1980: The Last Farewell (Durium, BL 7171)
- 1981: Dodici canzoni da ricordare (Durium - Start, 40146)
- The Songs of Rino Salviati - Volume 2 (Durium, DLU 96030)
- Welcome to Rome (Durium, ms A 77033)
- C'è una chiesetta (Durium, ms A 77195)

### EP
- 1956: Rino Salviati Sings (Durium, U 20004)
- 1956: Rino Salviati Sings Beloved Italian Songs (Durium, U 20013)
- 1956: Le canzoni di Rino Salviati (Durium, ep A 3029)
- 1958: Música de Italia (Durium, ECGE 75020; canta il brano Aprite le finestre)
- 1957: Le canzoni di Rino Salviati (Durium, EP A 3063)
- 1958: Cu-Cu-Ru-Cu-Cu Paloma (Durium, ep A 3097); con i Ritmi di Dante Perduca
- 1958: Le canzoni di Rino Salviati (Durium, ECGE 75072)
- 1960: Rino Club (Durium, ep A 3215)
- Da Siviglia a Buenos Aires (Durium, ECGE 75022)
- Rino Salviati Sings Volume Two (Durium, U 20033)

### 45 giri/78 giri
- 1947: Canta se la vuoi cantà/Rondini (La Voce del Padrone, HN 2174)
- 1947: Fili d'oro/Come pioveva (La Voce del Padrone, HN 2198)
- 1950: Scalinatella/Roma città santa (La Voce del Padrone, HN 2691)
- 1950: Prigioniero del sogno/Gira e rigira (La Voce del Padrone, HN 2741)
- 1952: Canti nuovi/La maestrina di mia figlia (La Voce del Padrone, HN 3018)
- 1952: Portofino/Terra straniera (La Voce del Padrone, HN 3059)
- 1956: Aprite le finestre (Durium, Ld A 6039)
- 1957: Buongiorno tristezza/Canto nella valle (Jugoton, SD-8001)
- 1957: Pecado/Ave Maria no-morro (Durium, Ld A 6160)
- 1957: La Malaguena/Granada (Durium, LD-6159-3)
- 1958: Mexico/Canzone di Lima (Durium, Ld A 6467)
- 1960: Atene/Stornellata romana (Durium, Ld A 6467)
- 1960: Galopera/Tre palabras (Durium, Ld A 6806)
- 1962: Puente de piedra/Senor Eterno io (Durium, Ld A 7252)
- 1965: Er Tirabucione/Li soci della lega (Durium, Ld M 7419)
- 1965: Prigioniero di un sogno/Primo amore (Durium, Ld A 7459)
- Adios Dolores/Emmanuel (Jugoton, SD-8064)
- Sorrisi e canzoni/Rossignol (Durium, LD-10)
- È presto/Serenata romantica (Durium, 45-DU-39)
- India/El humahuaqueno (Durium, LD A 6073)
- Tres palabras/Galopera (Durium, LD A 6806)
- Il primo amore (Buongiorno a te)/Arrivederci Roma (Durium, 30026)